# Casearia multinervosa
Casearia multinervosa C.T.White & Sleumer – gatunek rośliny z rodziny wierzbowatych (Salicaceae Mirb.). Występuje naturalnie w Australii – w stanach Queensland oraz Nowa Południowa Walia. 

## Morfologia
PokrójZrzucające liście drzewo lub krzew.
LiścieBlaszka liściowa ma kształt od eliptycznego do jajowatego. Mierzy 5–10 cm długości oraz 2–4,5 cm szerokości, jest całobrzega, ma klinową nasadę i ostry wierzchołek. Ogonek liściowy jest nagi i dorasta do 4–8 mm długości.
KwiatySą zebrane po 2–6 w pęczki, rozwijają się w kątach pędów. Mają 5 działek kielicha o owalnym kształcie i dorastających do 1–3 mm długości. Kwiaty mają 8 pręcików.
OwoceMają kulistawy kształt i osiągają 8 mm średnicy.

## Biologia i ekologia
Rośnie na wybrzeżu, w lasach zrzucających liście.